# Olena Hajassowa
Olena Mychajliwna Hajassowa (ukrainisch Олена Михайлівна Гаясова, wiss. Transliteration Olena Mychajlivna Hajasova, * 10. Mai 1969) ist eine ehemalige ukrainische Skilangläuferin.

## Werdegang
Hajassowa trat international erstmals bei der Winter-Universiade 1993 in Zakopane in Erscheinung. Dort holte sie die Goldmedaille mit der Staffel. Ihre besten Platzierungen bei den nordischen Skiweltmeisterschaften 1993 in Falun waren der 40. Platz über 15 km klassisch und der 12. Rang mit der Staffel und bei den nordischen Skiweltmeisterschaften 1997 in Trondheim der 34. Platz in der Verfolgung und der zehnte Rang mit der Staffel. Im Januar 1997 holte sie in Kawgolowo mit dem 30. Platz über 15 km Freistil ihren ersten Weltcuppunkt. In der Saison 1997/98 erreichte sie in Ramsau am Dachstein mit dem 25. Platz über 10 km klassisch ihre beste Einzelplatzierung im Weltcup und mit dem 68. Platz im Gesamtweltcup ihr bestes Gesamtergebnis. Beim Saisonhöhepunkt, den Olympischen Winterspielen 1998 in Nagano, lief sie auf den 41. Platz über 5 km klassisch, auf den 30. Rang in der Verfolgung und auf den 27. Platz über 30 km Freistil. Zudem wurde sie dort zusammen mit Walentyna Schewtschenko, Iryna Taranenko-Terelja und Maryna Pestrjakowa Neunte in der Staffel. In der Saison 1999/2000 kam sie mit Platz 30 über 10 km Freistil in Sappada und Rang 29 über 30 km klassisch in Oslo auf den 90. Platz im Gesamtweltcup. Im Januar 2001 errang sie in Soldier Hollow mit dem 29. Platz in der Doppelverfolgung letztmals Weltcuppunkte. Ihre besten Platzierungen bei den nordischen Skiweltmeisterschaften 2001 in Lahti waren der 36. Platz über 10 km klassisch und der zehnte Rang mit der Staffel.

## Erfolge

### Teilnahmen an Weltmeisterschaften und Olympischen Winterspielen

#### Olympische Winterspiele
- 1998 Nagano: 9. Platz Staffel, 27. Platz 30 km Freistil, 30. Platz 10 km Verfolgung, 41. Platz 5 km klassisch

#### Nordische Skiweltmeisterschaften
- 1993 Falun: 12. Platz Staffel, 40. Platz 15 km klassisch, 46. Platz 30 km Freistil, 55. Platz 5 km klassisch,
- 1997 Trondheim: 10. Platz Staffel, 34. Platz 10 km Verfolgung, 41. Platz 30 km klassisch, 42. Platz 5 km klassisch
- 2001 Lahti: 10. Platz Staffel, 36. Platz 10 km klassisch, 44. Platz 15 km klassisch, 52. Platz 10 km Doppelverfolgung

### Weltcup-Gesamtplatzierungen
| Saison    | Gesamt | Gesamt | Sprint | Sprint | Mitteldistanz | Mitteldistanz | Langdistanz | Langdistanz |
| Saison    | Punkte | Platz  | Punkte | Platz  | Punkte        | Platz         | Punkte      | Platz       |
| --------- | ------ | ------ | ------ | ------ | ------------- | ------------- | ----------- | ----------- |
| 1996/97   | 1      | 81.    | -      | -      | -             | -             | 1           | 54.         |
| 1997/98   | 6      | 68.    | 6      | 66.    | -             | -             | -           | -           |
| 1999/2000 | 3      | 90.    | -      | -      | 1             | 57.           | 2           | 66.         |
| 2000/01   | 2      | 113.   | -      | -      | -             | -             | -           | -           |